# Seznam obcí v kantonu Obwalden

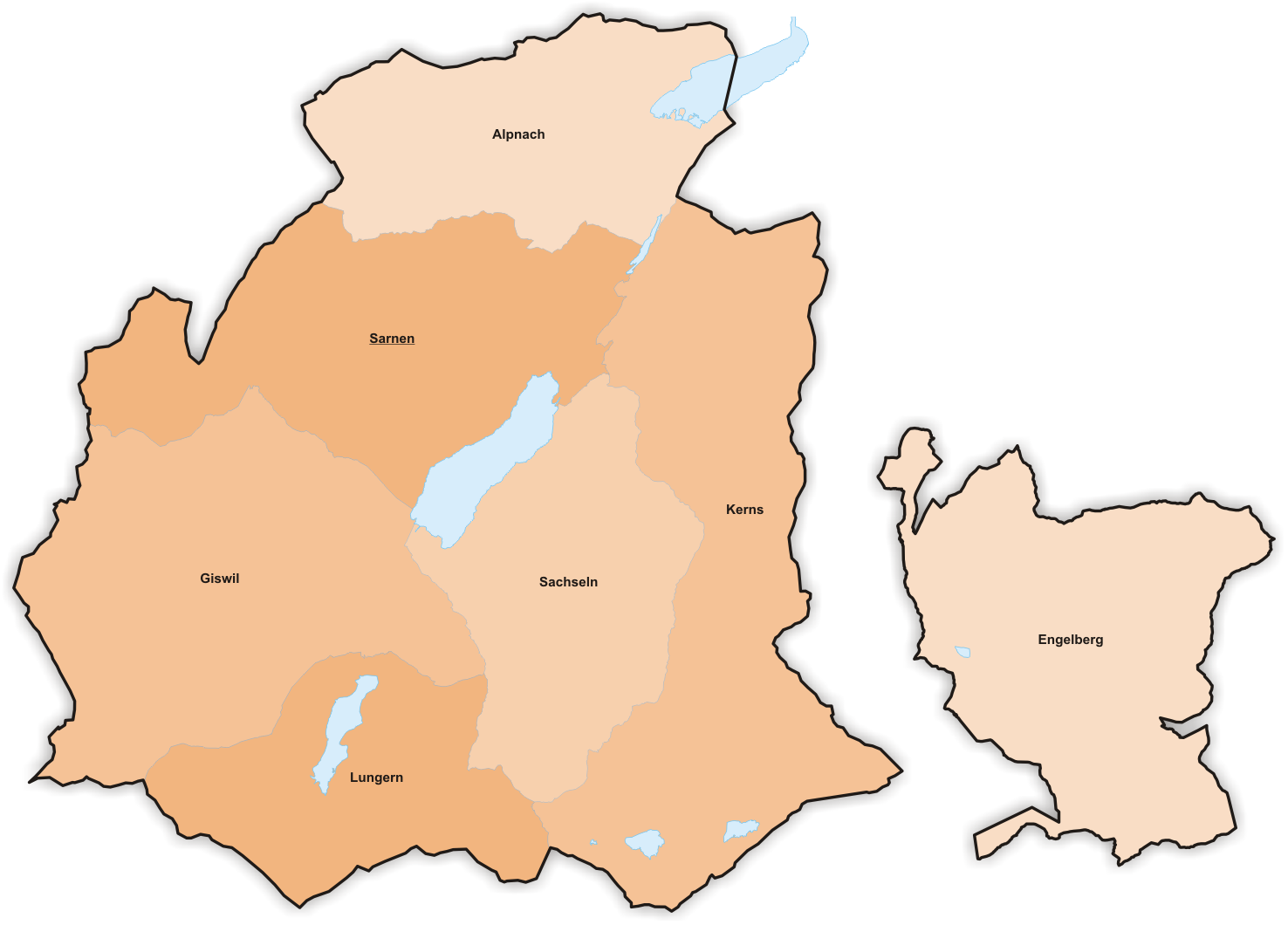
Mapa obcí kantonu Obwalden

Kanton Obwalden zahrnuje 7 politických obcí zvaných Einwohnergemeinden. Hlavním městem je Sarnen. Okresy jako správní úroveň v tomto kantonu neexistují. Obec Engelberg je exklávou, oddělenou od zbytku kantonu územím obce Wolfenschiessen v kantonu Nidwalden.
| Znak       | Název obce | Počet obyvatel (31. 12. 2020) | Rozloha (km²) | Hustota zalidnění (obyv./km²) |
| ---------- | ---------- | ----------------------------- | ------------- | ----------------------------- |
| Alpnach    | Alpnach    | 6109                          | 53,79         | 114                           |
| Engelberg  | Engelberg  | 4194                          | 74,87         | 56                            |
| Giswil     | Giswil     | 3676                          | 85,91         | 43                            |
| Kerns      | Kerns      | 6332                          | 92,58         | 68                            |
| Lungern    | Lungern    | 2138                          | 46,47         | 46                            |
| Sachseln   | Sachseln   | 5145                          | 53,89         | 95                            |
| Sarnen     | Sarnen     | 10 514                        | 73,11         | 144                           |
| Celkem (7) | Celkem (7) | 38 108                        | 490,58        | 78                            |